# Tour de Romandia 2006
El Tour de Romandia 2006, 58a edició del Tour de Romandia, es va disputar entre el 25 i el 30 d'abril de 2006, sobre un recorregut de 656,3 km repartits entre un pròleg i cinc etapes per les carreteres de la Romandia. La cursa formà part del calendari UCI ProTour 2006.
El vencedor final fou l'australià Cadel Evans (Davitamon-Lotto) que s'imposà als espanyols Alberto Contador (Liberty Seguros) i Alejandro Valverde (Caisse d'Epargne) gràcies a la seva victòria en la contrarellotge individual final. Valverde, vencedor d'una etapa, guanyà la classificació per punts, Iván Parra (Cofidis) la de la muntanya, David Loosli (Lampre-Fondital) la de les metes volants i el Liberty Seguros-Würth, que situà a tres homes entre els cinc primers classificats, la dels equips.

## Equips participants
| Núm.    | Codi | Equip                          |
| ------- | ---- | ------------------------------ |
| 1-8     | PHO  | Phonak Hearing Systems         |
| 11-18   | CSC  | Team CSC                       |
| 21-28   | GST  | Gerolsteiner                   |
| 31-38   | QSI  | Quick Step-Innergetic          |
| 41-48   | DSC  | Discovery Channel              |
| 51-58   | RAB  | Rabobank                       |
| 61-68   | TMO  | T-Mobile Team                  |
| 71-78   | LAM  | Lampre-Fondital                |
| 81-88   | DVL  | Davitamon-Lotto                |
| 91-98   | CEI  | Caisse d'Epargne-Illes Balears |
| 101-108 | MRM  | Team Milram                    |

| Núm.    | Codi | Equip                            |
| ------- | ---- | -------------------------------- |
| 111-118 | LSW  | Liberty Seguros-Würth Team       |
| 121-128 | COF  | Cofidis, le Crédit par Téléphone |
| 131-138 | C.A  | Crédit Agricole                  |
| 141-148 | FDJ  | Française des Jeux               |
| 151-158 | EUS  | Euskaltel-Euskadi                |
| 161-168 | SDV  | Saunier Duval-Prodir             |
| 171-178 | BTL  | Bouygues Télécom                 |
| 181-188 | LIQ  | Liquigas                         |
| 191-198 | A2R  | AG2R Prévoyance                  |
| 201-208 | LPR  | Team LPR                         |

## Resultats de les etapes
| Etapa    | Data       | Recorregut              | Km       | Vencedor d'etapa         | Líder de la general      | Ref.  |
| -------- | ---------- | ----------------------- | -------- | ------------------------ | ------------------------ | ----- |
| Pròleg   | 25 d'abril | Ginebra - Ginebra (CRI) | 3,4 km   | Paolo Savoldelli (ITA)   | Paolo Savoldelli (ITA)   | [ 2 ] |
| 1a etapa | 26 d'abril | Payerne - Payerne       | 171 km   | Robbie McEwen (AUS)      | Paolo Savoldelli (ITA)   | [ 3 ] |
| 2a etapa | 27 d'abril | Porrentruy - Porrentruy | 174,7 km | Christopher Horner (USA) | Christopher Horner (USA) | [ 4 ] |
| 3a etapa | 28 d'abril | Biel/Bienne - Leysin    | 165 km   | Alberto Contador (ESP)   | Alberto Contador (ESP)   | [ 5 ] |
| 4a etapa | 29 d'abril | Sion - Sion             | 146,9 km | Alejandro Valverde (ESP) | Alberto Contador (ESP)   | [ 6 ] |
| 5a etapa | 30 d'abril | Lausana - Lausana (CRI) | 20,4 km  | Cadel Evans (AUS)        | Cadel Evans (AUS)        | [ 1 ] |

## Classificacions

### Classificació general
|     | Ciclista                 | Equip                          | Temps       |
| --- | ------------------------ | ------------------------------ | ----------- |
| 1.  | Cadel Evans (AUS)        | Davitamon-Lotto                | 16h 43' 08" |
| 2.  | Alberto Contador (ESP)   | Liberty Seguros-Würth Team     | + 27"       |
| 3.  | Alejandro Valverde (ESP) | Caisse d'Epargne-Illes Balears | + 44"       |
| 4.  | Jörg Jaksche (GER)       | Liberty Seguros-Würth Team     | + 54"       |
| 5.  | Andrey Kashechkin (KAZ)  | Liberty Seguros-Würth Team     | + 1' 24"    |
| 6.  | Dario Cioni (ITA)        | Liquigas                       | + 1' 46"    |
| 7.  | Christopher Horner (USA) | Davitamon-Lotto                | + 1' 50"    |
| 8.  | Alexandre Moos (SUI)     | Phonak                         | + 1' 51"    |
| 9.  | Sergio Ghisalberti (ITA) | Team Milram                    | + 1' 55"    |
| 10. | Sylwester Szmyd (POL)    | Lampre-Fondital                | + 2' 21"    |

|   | Ciclista               | Equip                      | Punts |
| - | ---------------------- | -------------------------- | ----- |
| 1 | Iván Parra (COL)       | Cofidis                    | 31    |
| 2 | Roger Beuchat (SUI)    | Team LPR                   | 28    |
| 3 | Alberto Contador (ESP) | Liberty Seguros-Würth Team | 24    |

|   | Ciclista                 | Equip                          | Punts |
| - | ------------------------ | ------------------------------ | ----- |
| 1 | Alejandro Valverde (ESP) | Caisse d'Epargne-Illes Balears | 52    |
| 2 | Cadel Evans (AUS)        | Davitamon-Lotto                | 45    |
| 3 | Jörg Jaksche (DEU)       | Liberty Seguros-Würth Team     | 45    |

|   | Ciclista                   | Equip                      | Punts |
| - | -------------------------- | -------------------------- | ----- |
| 1 | David Loosli (SUI)         | Lampre-Fondital            | 14    |
| 2 | José Antonio Redondo (ESP) | Liberty Seguros-Würth Team | 9     |
| 3 | Wouter Weylandt (BEL)      | Quick Step-Innergetic      | 9     |

|   | Equip                          | Temps       |
| - | ------------------------------ | ----------- |
| 1 | Liberty Seguros-Würth Team     | 50h 12' 28" |
| 2 | Caisse d'Epargne-Illes Balears | + 6' 02"    |
| 3 | Liquigas                       | + 6' 22"    |

## Evolució de les classificacions
| Etapa               | Vencedor            | Classificació general | Classificació per punts | Classificació de la muntanya | Classificació dels esprints | Classificació per equips       |
| ------------------- | ------------------- | --------------------- | ----------------------- | ---------------------------- | --------------------------- | ------------------------------ |
| Prol.               | Paolo Savoldelli    | Paolo Savoldelli      | Paolo Savoldelli        | no atorgat                   | no atorgat                  | Caisse d'Epargne-Illes Balears |
| 1ª                  | Robbie McEwen       | Paolo Savoldelli      | Robbie McEwen           | Dmitri Kónixev               | Dmitri Kónixev              | Caisse d'Epargne-Illes Balears |
| 2ª                  | Chris Horner        | Chris Horner          | Paolo Savoldelli        | Roger Beuchat                | David Loosli                | Liberty Seguros-Würth Team     |
| 3ª                  | Alberto Contador    | Alberto Contador      | Alejandro Valverde      | Roger Beuchat                | David Loosli                | Liberty Seguros-Würth Team     |
| 4ª                  | Alejandro Valverde  | Alberto Contador      | Alejandro Valverde      | Iván Parra                   | David Loosli                | Liberty Seguros-Würth Team     |
| 5ª                  | Cadel Evans         | Cadel Evans           | Alejandro Valverde      | Iván Parra                   | David Loosli                | Liberty Seguros-Würth Team     |
| Classificació final | Classificació final | Cadel Evans           | Alejandro Valverde      | Iván Parra                   | David Loosli                | Liberty Seguros-Würth Team     |